# Новокузнецов
Новокузнецов — хутор в Милютинском районе Ростовской области.
Входит в состав Милютинского сельского поселения.

## География

### Улицы
- ул. Гамзинка,
- ул. Дачная,
- ул. Левобережная,
- ул. Новокузнецовская,
- ул. Полевая.

## Население
| 2010 |
| ---- |
| 98   |

## Достопримечательности
Территория Ростовской области была заселена еще в эпоху неолита. Люди, живущие на древних стоянках и поселениях у рек, занимались в основном собирательством и рыболовством. Степь для скотоводов всех времён была бескрайним пастбищем для домашнего рогатого скота. От тех времен осталось множество курганов с захоронениями  жителей этих мест. Курганы и курганные группы находятся на государственной охране.
Поблизости от территории хутора Новокузнецова Милютинского  района расположено несколько достопримечательностей – памятников археологии. Они охраняются в соответствии с Федеральным законом от 25.06.2002 N 73-ФЗ "Об объектах культурного наследия (памятниках истории и культуры) народов Российской Федерации", Областным законом от 22.10.2004 N 178-ЗС "Об объектах культурного наследия (памятниках истории и культуры) в Ростовской области", Постановлением Главы администрации РО от 21.02.97 N 51 о принятии на государственную охрану памятников истории и культуры Ростовской области и мерах по их охране и др. 
- Поселение "Новокузнецовское". Расположено на расстоянии около 1,0 км к западу от хутора Новокузнецова.
- Курганная группа "Ново-Кузнецов I" (4 кургана). Северная окраина  хутора Новокузнецова.
- Курган "Ново-Кузнецов II". Северо-западная окраина  хутора Новокузнецова.
- Курган "Ново-Кузнецов III". Расположено на расстоянии около 1,5 км к западу от хутора Новокузнецова.
- Курганная группа "Кузнецов I" (3 кургана). Расположена на расстоянии около 0,5 км к юго-востоку от хутора Новокузнецова.
- Курганная группа "Кузнецов II" (4 кургана). Расположена на расстоянии около 1,3 км к югу от хутора Новокузнецова.
- Курган "Кузнецов III". Расположен на расстоянии около 300 метров к югу от хутора Новокузнецова[3].